# 田中広輔
 田中 広輔（たなか こうすけ、1989年7月3日 - ）は、神奈川県厚木市出身のプロ野球選手（内野手）。右投左打。広島東洋カープ所属。弟はオイシックス新潟アルビレックスBCに所属する田中俊太。

## 経歴

### プロ入り前
5人姉妹の第2子・長男として生まれる。弟（三男）はオイシックス新潟アルビレックスBCに所属する田中俊太。この他に一般人の次男と末っ子の妹がいる。小学生の頃にソフトボールをやっており、小学6年生からボーイズリーグに所属する。父は東海大相模高の野球部で活躍した元遊撃手で田中が所属したボーイズリーグのコーチでもあった。
厚木市立依知南小学校・依知中学校を経て、幼い頃から父の影響で憧れていた東海大相模高に進学。1年春からベンチ入りし、2年春に甲子園出場を果たしている（2回戦の清峰高戦で敗退）。3年夏は神奈川県予選決勝で桐光学園高に8-10で敗れた。この試合の6回裏の攻撃時に本塁クロスプレーの際、相手捕手（奥野智也）に右ももを負傷させるスライディングを行い批判を受けた。奥野には大学時代に謝罪をしている。高校通算38本塁打。
高校卒業後は東海大学へ進学。4年時の秋季のリーグ戦で首位打者になる。首都大学リーグでの通算成績は76試合出場、打率.254（244打数62安打）、3本塁打、29打点。ベストナイン2回受賞。高校・大学の同期には菅野智之がいた。
大学卒業後JR東日本へ入社。1年目から遊撃手のレギュラーを獲得し、第83回都市対抗野球大会（チーム準優勝）では若獅子賞（新人賞）を獲得し、大会優秀選手に選ばれた。第38回社会人野球日本選手権大会（チーム準優勝）でも大会優秀選手を獲得。第26回アジア野球選手権大会日本代表に選ばれ優勝に貢献、大会最優秀守備選手賞を獲得し、社会人ベストナインの遊撃手部門を獲得した。2年目には、第84回都市対抗野球大会のチーム準優勝に貢献し、大会優秀選手に選ばれた。また、第6回東アジア競技大会野球日本代表に選出された。JR東日本の同期入社には吉田一将がいた。
2013年のプロ野球ドラフト会議で、広島東洋カープから3巡目で指名。契約金7000万円、年俸1100万円（金額は推定）という条件で入団した。背番号は、この年まで丸佳浩が付けていた63。この年に一軍の正中堅手へ定着し、セントラル・リーグ（セ・リーグ）盗塁王のタイトルを獲得した丸のような活躍を期待したとされている。

### 広島時代

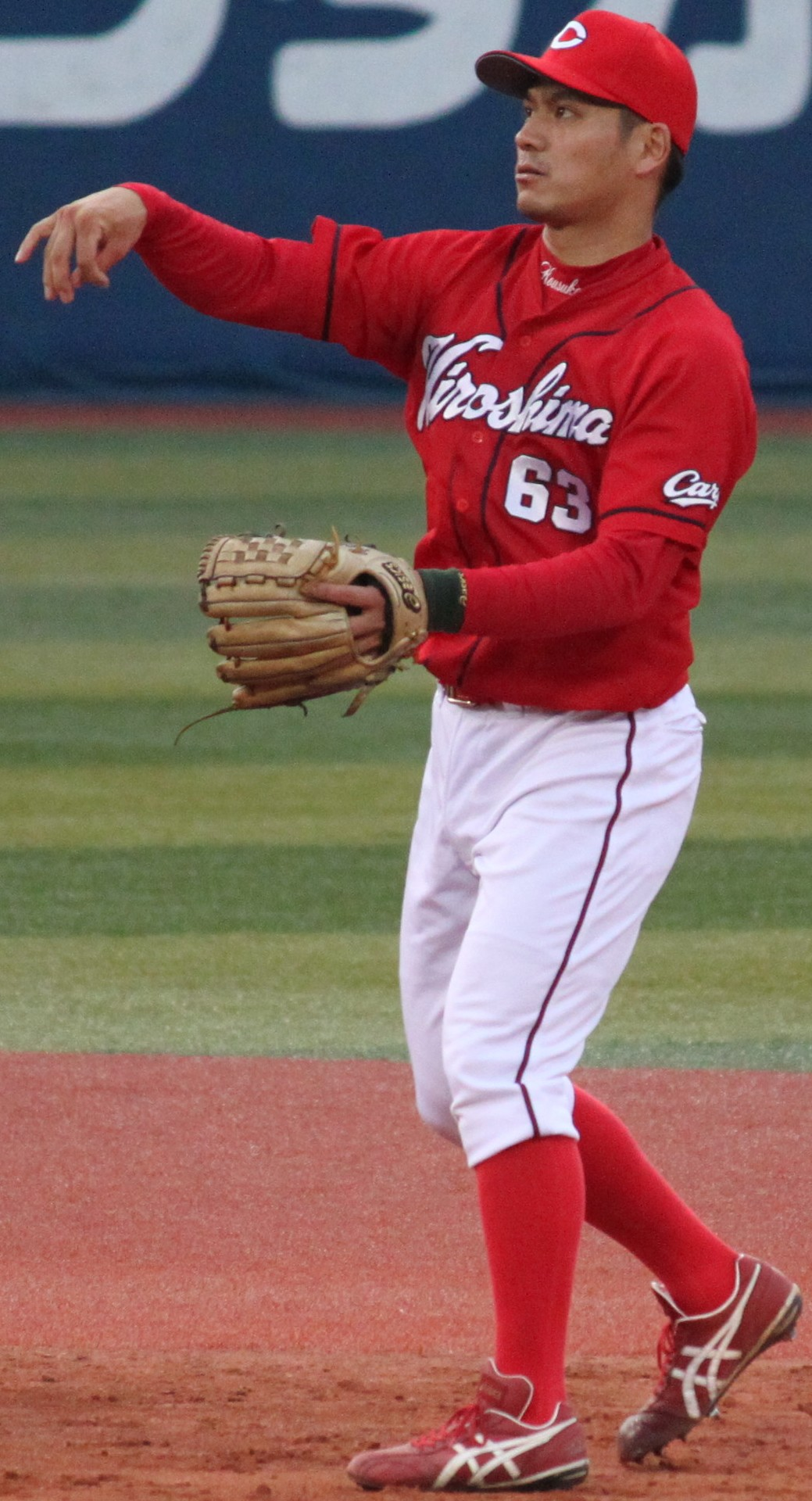
2014年9月6日、横浜スタジアムにて

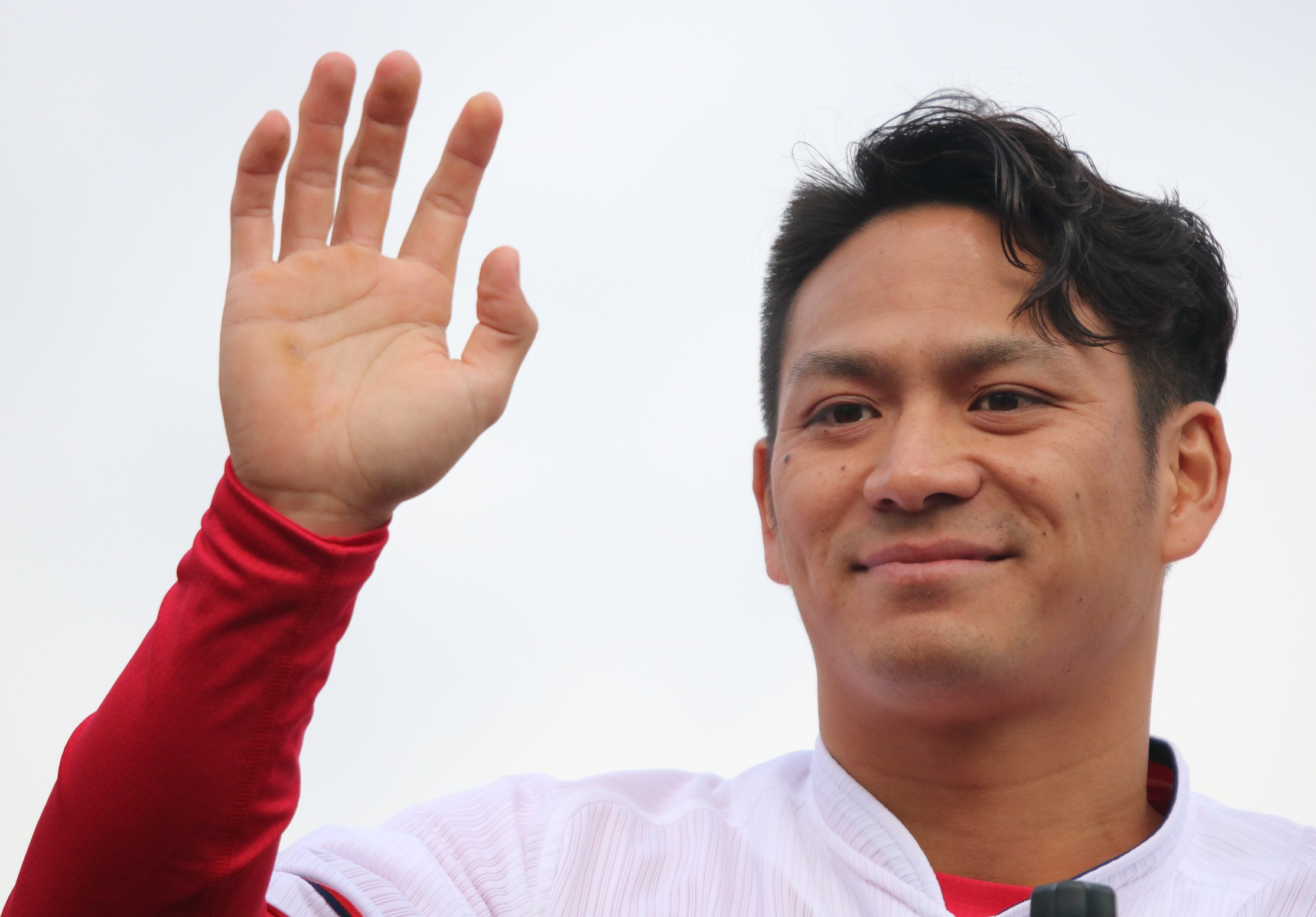
2017年11月25日、広島県広島市内でのセ・リーグ優勝パレードにて

2014年は、オープン戦から「8番・三塁手」として一軍の先発選手に定着すると、そのまま開幕一軍入りを果たした。一軍公式戦では、4月こそ打率1割台と苦しんだが、5月以降徐々に復調。正三塁手を争っていた堂林翔太が主に外野で起用されるようになった夏場に、三塁のレギュラーの座を確保。8月以降は、正遊撃手の梵英心が膝に不安を抱えていたため、梵とポジションを入れ替える格好で遊撃手として起用された。一軍にはほぼフルシーズン帯同。公式戦110試合の出場で、9本塁打、10盗塁、34打点、打率.292を記録した。
2015年は、東京ヤクルトスワローズとの開幕戦（3月27日・MAZDA Zoom-Zoom スタジアム広島）で、「8番・遊撃手」として先発出場した。7月のオールスターゲームでは、セ・リーグの監督推薦選手として初出場。代走から登場した東京ドームでの第1戦（17日）で三塁打を打って1打点を挙げると、「8番・遊撃手」として先発出場したマツダスタジアムでの第2戦（18日）でも3打数1安打2打点と活躍し、「チャレンジ精神と個性溢れるプレーで、2試合にわたってファンに夢や希望を届けた」として特別賞（Be a driver賞）を受けた。レギュラーシーズン全体では、一軍で自身初の規定打席に到達。打率.274、8本塁打、45打点、OPS.737の成績を残すとともに、リーグ1位の9三塁打、同4位の33二塁打を記録した。また、リーグ最多の22失策を記録する一方で、守備機会は1985年の高橋慶彦（723）に次ぐ球団歴代2位の710に達した。11月に開催の第1回WBSCプレミア12では、日本代表の第1次候補選手として発表されたものの、最終ロースターの28名に残らなかった。
2016年は、前年に現役を退いた一軍打撃コーチの東出輝裕から、背番号2を継承。横浜DeNAベイスターズとの開幕戦（3月25日・マツダスタジアム）で「1番・遊撃手」として先発出場した。7月19日の対中日ドラゴンズ戦（マツダ）では、新井貴浩・鈴木誠也と共に3点本塁打を記録。広島の選手が一軍公式戦で1試合に3点本塁打を3本打った事例は、球団史上36年ぶりであった。優勝マジック1で迎えた9月10日の読売ジャイアンツ戦では4出塁・2得点を記録し、最後の打者となった亀井善行のショートゴロをさばいた。レギュラーシーズンの一軍公式戦全143試合でフルイニング出場を果たし、広島の遊撃手による一軍公式戦でのフルイニング出場は、1986年の高橋・1994年の野村謙二郎に続いで3人目であった。レギュラーシーズン全体では、打率.265ながら、出塁率は.367（リーグ10位）、プロ入り後初の2桁本塁打（13本塁打）、39打点、28盗塁を記録。不動のリードオフマン（1番打者）として、チームを25年ぶりのリーグ優勝に導いた。ポストシーズンでは、DeNAとのクライマックスシリーズ　ファイナルステージ全4試合（マツダ）に、「1番・遊撃手」として先発出場。打率.833（12打数10安打）、1本塁打、4打点、出塁率.882、長打率1.333、OPS2.215、6打数連続安打、9打席連続出塁という好成績によって、チームのステージ突破・日本シリーズ進出へ大きく貢献。クライマックスシリーズの最優秀選手に選ばれた。
2017年は、NPBのオープン戦期間中に催された第4回ワールド・ベースボール・クラシックの本大会に、日本代表の一員として3試合に出場。代表に選ばれていた今宮健太・中島卓也の辞退による追加招集であったため、代表の28選手で最後に選ばれながらも、大会通算で打率.250（8打数2安打）、2盗塁、2得点を記録した。レギュラーシーズンでは前年に続いて、一軍の「1番・遊撃手」に定着。オールスターゲームには、セ・リーグの監督推薦選手として2年ぶり2回目の出場を果たした。レギュラーシーズンでは、前年に続いて全143試合フルイニング出場を達成したほか、通算35盗塁で盗塁王、出塁率.398で最高出塁率のタイトルを獲得。NPBで両方のタイトルを同時に獲得した選手は、イチローと山田哲人に次いで史上3人目である。さらに、セ・リーグの遊撃手部門でベストナインに初めて選出。打席数、失策数、盗塁死もリーグ最多を記録した。
2018年は、2015年4月1日の対DeNA戦（横浜）から始まった一軍公式戦連続フルイニング出場の記録を、568試合まで伸ばした。打撃面では、中盤戦まで打率が.250前後にとどまるほどの不振で、8月中旬から1か月ほど1番を外れた。この年もレギュラーシーズンの全143試合に出場。走塁面では、32盗塁を記録しながら、2年連続盗塁王獲得のチャンスをわずか1個差で山田哲人にさらわれた。さらに、リーグ最多の13盗塁死を記録した。守備面では、全143試合で失策数を7に抑え、セ・リーグの遊撃手部門で初めてのゴールデングラブ賞を受賞した。なお、リーグ3連覇を経て迎えたクライマックスシリーズでは、実弟の俊太が当時所属していた巨人とファイナルステージで対戦。第1戦では、同シリーズ史上初めての兄弟対決も実現した。このステージの突破を経て臨んだ福岡ソフトバンクホークスとの日本シリーズでは、「1番・遊撃手」として全6試合にフルイニング出場し、打率.320を記録。盗塁を3度試みたが、ソフトバンクの捕手・甲斐拓也に全て阻止され、盗塁死の日本シリーズ最多タイ（6試合のシリーズでは最多）記録を残す羽目になった。
2019年は、レギュラーシーズンの開幕から極度の打撃不振に陥ったが、前半戦は打順を頻繁に変更しながら、フルイニング出場を続けていた。6月20日の対ロッテ戦（マツダ）では、新人の小園海斗が「1番・遊撃手」として先発出場したため、フルイニング連続出場の記録が635試合でストップ。8回裏に代打で出場したものの、翌21日の同カードを欠場し、連続出場記録も636試合で止まった。一軍公式戦には通算で93試合に出場したが、打率.193、3本塁打、27打点、8盗塁という低調な成績で、8月22日に出場選手登録を抹消。シーズン終盤の同月29日には、右膝半月板の部分切除手術を受けた。
2020年は、この年から選手会長へ就任した。一軍公式戦では正遊撃手として112試合に出場し、打率.251、8本塁打、39打点、8盗塁を記録。四球数がリーグ7位タイの55四球、出塁率がチーム2位の.351に達するなど、打席では持ち前のしぶとさを存分に発揮した。NPBの規定に沿って、レギュラーシーズン終盤の10月8日付で国内FA権を初めて取得し、地元球団のDeNAが獲得を視野に調査を進めていたが、シーズン終了後の11月30日に権利を行使せずチームへ残留することを記者会見で発表。「カープというチームがやっぱり好きなので、今まで戦ってきた仲間とまだ野球を続けたい」と述べ、「選手会長として悔しいシーズンを送っただけに、強いカープに何とか戻したいという気持ちが決め手になった」と明かした。12月17日に、推定年俸1億5000万円（現状維持）に出来高分を加えた条件で2年契約を締結。
2021年は、開幕こそ先発出場していたが、打撃が不調になり小園海斗に遊撃手のポジションを奪われる形となる。10月2日には登録抹消され自身初の怪我以外での二軍落ちも経験し、81試合で打率.206、2本塁打、8打点で、先発出場は29試合に留まった。
2022年は、開幕から主に三塁手として守備固めや代打代走として出場。8試合に先発出場もしたが、6月20日時点で41試合、打率.200と調子が上がらず登録抹消となった。シーズン終了までそのまま一軍昇格は無くシーズン後半は二軍暮らしで終わった。オフには野球協約の減額制限を大幅に超える80％減の年俸3000万円プラス出来高払いで契約を締結した。移籍を伴わない選手の減額幅としては球団史上最大となった。
2023年は開幕から先発出場することが多かった。前半は低打率が続くも主に遊撃手、三塁手としてスタメン、または一塁の守備固めとして出場する機会がシーズン中盤になるにつれ増え6月には月間打率.360を記録した。その後は軒並み月間打率1割台が続いたが、シーズンを通して見ると4月には試合を振り出しに戻す満塁本塁打を記録し、DeNAとのクライマックスシリーズでは決勝打となる右前への適時打を記録した。最終的には3年ぶりの100試合以上出場となる111試合に出場し、打率.228、6本塁打、28打点を記録した。12月5日に2000万円増の5000万円で契約を更改した。
2024年は開幕早々に新外国人のマット・レイノルズ、ジェイク・シャイナーが相次いで故障離脱したため、開幕3戦目の3月31日のDeNA戦（横浜スタジアム）で先発出場すると、3回にチーム第1号となるソロ本塁打を放ち、これがそのまま決勝点となりチームの初勝利に貢献した。6月2日のソフトバンク戦（みずほPayPayドーム）では0-3の9回二死一・二塁の絶体絶命の状況でダーウィンゾン・ヘルナンデスから値千金の同点スリーランを放った。しかし7月以降は極度の不振に陥り、7、8月は無安打に終わった。9月20日に出場選手登録を抹消され、そのままシーズンを終えた。最終的に打率.156、2本塁打、7打点に終わり、オフに減額制限を超える2000万円減の推定年俸3000万円で契約を更改した。

## 選手としての特徴

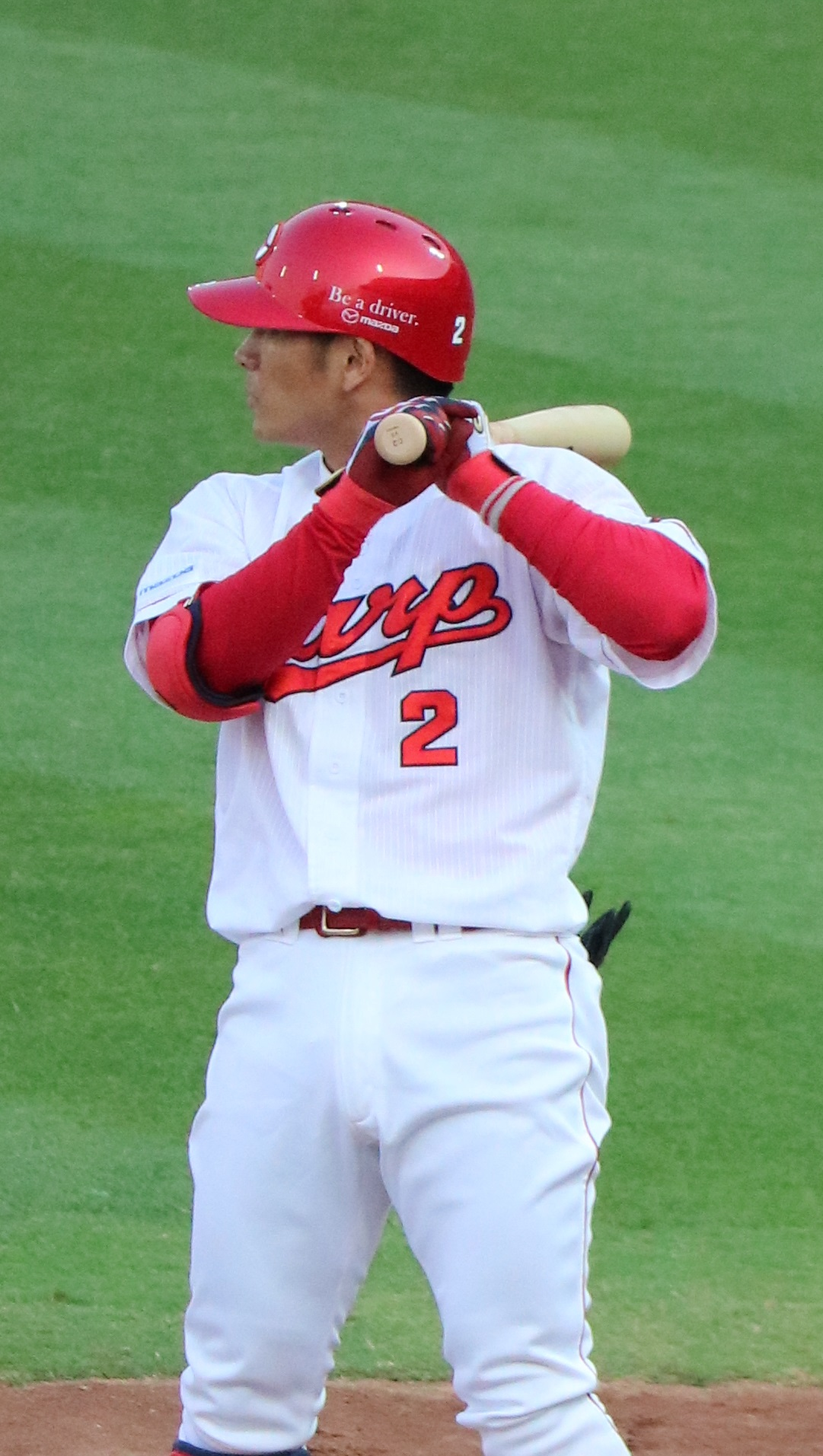
打席での田中（2017年6月15日、マツダスタジアムにて）

類い稀な打撃センスを持ち、高い出塁率を誇る。守備では俊足を生かした堅実かつアグレッシブなプレーを見せる。また、本職である遊撃の他、一塁、二塁、三塁を守れるユーティリティー性も持ち合わせている。
2016年頃から主に1番打者を務めることが多く、2番の菊池涼介、3番の丸佳浩との同学年トリオは「タナ・キク・マル」と呼ばれ、セ・リーグ3連覇を牽引した。
2023年頃からはモデルチェンジをし、強く引っ張った打球が多くみられる。

## プレーの判定をめぐるエピソード
広島への入団後は、自身の打球や走塁をめぐって、以下のようなハプニングに遭遇している。

### プロ初本塁打がビデオ判定
2014年4月24日の対東京ヤクルトスワローズ戦（明治神宮野球場）2回表の打席で、ライトポール際にフェンスを越える飛球を打った。当初は本塁打と判定されたが、ヤクルト監督の小川淳司がビデオ判定（リプレー映像による検証）を要求。審判団がリプレー映像で打球を検証した結果、当初の判定通り本塁打と判定され、田中のプロ入り初本塁打が正式に認められた。
また、同年5月26日の埼玉西武ライオンズ戦（みよし運動公園野球場）8回裏の打席で、ライトポール際へプロ入り後2本目の本塁打を打った際には、本塁打と判定した審判団に対して西武監督の伊原春樹が抗議したが、地方球場でビデオ判定の体制が整っていなかったため、当初の判定通り本塁打と認められた。

### シーズンの行方を左右した「幻の本塁打」
2015年9月12日の対阪神タイガース戦（阪神甲子園球場）延長12回表の打席では、左中間のフェンスを越える大飛球を打ったが、審判団によるビデオ判定の末にインプレー（三塁打）とみなされた。試合自体は2-2の引き分けで終了したが、広島球団では試合後に、セントラル・リーグに対してビデオ映像の再検証を要求。同リーグでは、当該審判団（責任審判は三塁塁審：東利夫）および審判長の友寄正人・統括の杵渕和秀による再検証を経て、同月14日に「本塁打の誤審」と認定した。NPB公式戦でのビデオ判定（2010年導入）に対する初めての誤審認定で、セントラル・リーグでは関係者への謝罪コメントも発表したが、記録の訂正までには至らなかった。
この年の広島は、レギュラーシーズンを69勝71敗3分で終了。先に全日程を終了した阪神と0.5ゲーム差の4位にとどまったため、クライマックスシリーズ（CS）進出を逃した。前述の試合で広島が阪神に勝利していれば、広島のレギュラーシーズン通算成績（70勝71敗2分）が阪神（70勝72敗1分）を上回り、広島がレギュラーシーズン3位でCSへ進出する可能性があった。

### 本塁への走塁をめぐる日本シリーズ初のビデオ判定
2016年の日本シリーズで、パシフィック・リーグ優勝の北海道日本ハムファイターズと対戦。10月23日の第2戦（マツダ）では、1-1の同点で迎えた6回裏の第3打席に先頭打者として二塁打で出塁した田中が、次打者・菊池涼介の左前安打で二塁から本塁へ突入したが、球審の白井一行は、「日本ハム捕手・大野奨太から田中へのタッチが早かった」という判断で田中にアウトを宣告した。
この判定に対して、広島監督の緒方孝市が、NPBで同年のオープン戦から本塁上のクロスプレーを対象に導入された、コリジョンルールを通じて審判団にビデオ判定を要求。田中の左手が大野のタッチより先に本塁に触れていることがリプレー映像で判明したため、責任審判の丹波幸一は、田中の得点と無死走者二塁での試合再開を認めた。日本シリーズにおけるビデオ判定は史上2例目だが、本塁でのクロスプレーに対してビデオ判定を実施したことや、審判による最初の判定がビデオ判定で覆ったことはいずれも初めてであった。

### 外野フェンスを直撃した打球が行方不明に
2017年6月23日の対阪神戦（マツダスタジアム）1回裏の第1打席で、阪神の先発ランディ・メッセンジャーから打った打球は、左翼手・福留孝介が頭上にかざしたグラブをかすめた末に外野のラバーフェンスを直撃。審判団はこの打球をいったん本塁打と判定したが、打球の行方が分からない状況での判定であったことから、阪神の首脳陣は審判団にビデオ判定を要求した。審判団がリプレー映像で確認したところ、ラバーに生じていた小さな裂け目からフェンスの内部へ打球が飛び込んでいたことが判明したため、審判団はこの打球を二塁打とみなして試合を再開した。6月24日も同カードの開催を控えていたことから、広島球団では試合後に急遽裂け目を修復した。
マツダスタジアムでは、毎年のシーズン終了後に外野フェンスを張り替えているが、ラバーに用いられている素材が柔らかいため、外野手がフェンスに登って捕球する練習などで傷が付きやすく、田中曰く「以前の守備練習で、チームメイトの松山竜平外野手がラバーフェンスに登っての打球処理を試みた際に、スパイクの刃がラバーに当たった影響で偶然裂けた」という。また、責任審判の橘高淳は試合後に、「捕球を試みた福留と打球が重なり、打球が見当たらなかった。まさかラバーをぶち破るとは思っていなかったため、打球を確認する意味でもいったん本塁打と判定してから、すぐにリプレー検証へ入ろうと判断した。打球がラバーを抜けたシーンに遭遇したことは初めて。」と述べている。

### 弟・俊太とのクロスプレーをめぐるリプレー検証
俊太が巨人に在籍していた2019年5月25日の対巨人戦（東京ドーム）では、広輔が広島の「8番・遊撃手」、実弟の俊太が巨人の「1番・三塁手」として先発出場した。4回表（広島の攻撃中）に広輔が四球での出塁を皮切りに二塁まで到達すると、俊太が守る三塁への盗塁を試みた。広輔の右足が三塁へのオーバーランによって三塁ベースから一瞬離れたところ、捕手の小林誠司からの送球を受けた俊太が、広輔の右足へすかさずタッチ。三塁塁審の丹波は、広輔が三塁へ到達した時点でいったんセーフを宣告していたが、俊太のタッチプレーをきっかけに判定をアウトへ変更した。丹波による判定の変更に対して、広島の首脳陣は、2018年シーズンからNPBの一軍公式戦に導入されているリクエスト制度を通じて審判団にビデオ判定（リプレー検証）を要求。審判団によるリプレー検証の結果、広輔が俊太からのタッチより先に右足を三塁ベースへ戻していたことが映像で確認されたため、判定はセーフに覆った。
また、2019年3月29日にはレギュラーシーズン開幕戦の広島対巨人戦（マツダスタジアム）に広輔が広島の「1番・遊撃手」、俊太が巨人の「7番・三塁手」として初めて同時に先発出場を果たした。5月10日には、広輔が同スタジアムでの対DeNA戦でシーズン初本塁打、俊太が東京ドームでの対ヤクルト戦で2号満塁本塁打を打ち、「NPBで別々の球団に所属する兄弟選手による同日開催の一軍公式戦でのアベック本塁打」という珍しい記録も達成している。

## 詳細情報

### 年度別打撃成績
| 年 度      | 球 団      | 試 合 | 打 席 | 打 数 | 得 点 | 安 打 | 二 塁 打 | 三 塁 打 | 本 塁 打 | 塁 打 | 打 点 | 盗 塁 | 盗 塁 死 | 犠 打 | 犠 飛 | 四 球 | 敬 遠 | 死 球 | 三 振 | 併 殺 打 | 打 率 | 出 塁 率 | 長 打 率 | O P S |
| ---------- | ---------- | ----- | ----- | ----- | ----- | ----- | -------- | -------- | -------- | ----- | ----- | ----- | -------- | ----- | ----- | ----- | ----- | ----- | ----- | -------- | ----- | -------- | -------- | ----- |
| 2014       | 広島       | 110   | 333   | 295   | 44    | 86    | 11       | 2        | 9        | 128   | 34    | 10    | 3        | 5     | 5     | 24    | 0     | 4     | 68    | 6        | .292  | .348     | .434     | .781  |
| 2015       | 広島       | 141   | 590   | 543   | 61    | 149   | 33       | 9        | 8        | 224   | 45    | 6     | 7        | 5     | 1     | 34    | 2     | 7     | 105   | 8        | .274  | .325     | .413     | .737  |
| 2016       | 広島       | 143   | 679   | 581   | 102   | 154   | 17       | 3        | 13       | 216   | 39    | 28    | 19       | 3     | 1     | 77    | 1     | 17    | 119   | 1        | .265  | .367     | .372     | .739  |
| 2017       | 広島       | 143   | 679   | 565   | 105   | 164   | 32       | 5        | 8        | 230   | 60    | 35    | 13       | 6     | 4     | 89    | 2     | 15    | 120   | 5        | .290  | .398     | .407     | .805  |
| 2018       | 広島       | 143   | 675   | 572   | 92    | 150   | 19       | 10       | 10       | 219   | 60    | 32    | 13       | 6     | 5     | 75    | 3     | 17    | 118   | 6        | .262  | .362     | .383     | .745  |
| 2019       | 広島       | 97    | 355   | 311   | 33    | 60    | 13       | 0        | 3        | 82    | 27    | 8     | 3        | 4     | 6     | 32    | 2     | 2     | 89    | 4        | .193  | .268     | .264     | .531  |
| 2020       | 広島       | 112   | 454   | 378   | 51    | 95    | 11       | 5        | 8        | 140   | 39    | 8     | 4        | 12    | 4     | 55    | 3     | 5     | 86    | 1        | .251  | .351     | .370     | .721  |
| 2021       | 広島       | 81    | 160   | 136   | 12    | 28    | 4        | 0        | 2        | 38    | 8     | 1     | 3        | 4     | 0     | 18    | 0     | 2     | 23    | 0        | .206  | .308     | .279     | .587  |
| 2022       | 広島       | 41    | 45    | 40    | 2     | 8     | 1        | 1        | 0        | 11    | 1     | 0     | 1        | 0     | 1     | 3     | 0     | 1     | 14    | 0        | .200  | .267     | .275     | .542  |
| 2023       | 広島       | 111   | 253   | 224   | 28    | 51    | 10       | 0        | 6        | 79    | 28    | 2     | 6        | 3     | 0     | 25    | 2     | 1     | 48    | 6        | .228  | .308     | .353     | .661  |
| 2024       | 広島       | 66    | 108   | 96    | 5     | 15    | 2        | 0        | 2        | 23    | 7     | 1     | 1        | 0     | 2     | 9     | 0     | 1     | 26    | 2        | .156  | .231     | .240     | .471  |
| 通算：11年 | 通算：11年 | 1188  | 4331  | 3741  | 535   | 960   | 153      | 35       | 69       | 1390  | 348   | 131   | 73       | 48    | 29    | 441   | 15    | 72    | 816   | 39       | .257  | .344     | .372     | .715  |

- 2024年度シーズン終了時
- 各年度の太字はリーグ最高

### WBCでの打撃成績
| 年 度 | 代 表 | 試 合 | 打 席 | 打 数 | 得 点 | 安 打 | 二 塁 打 | 三 塁 打 | 本 塁 打 | 塁 打 | 打 点 | 盗 塁 | 盗 塁 死 | 犠 打 | 犠 飛 | 四 球 | 敬 遠 | 死 球 | 三 振 | 併 殺 打 | 打 率 | 出 塁 率 | 長 打 率 |
| ----- | ----- | ----- | ----- | ----- | ----- | ----- | -------- | -------- | -------- | ----- | ----- | ----- | -------- | ----- | ----- | ----- | ----- | ----- | ----- | -------- | ----- | -------- | -------- |
| 2017  | 日本  | 3     | 9     | 8     | 2     | 2     | 0        | 0        | 0        | 2     | 0     | 2     | 0        | 0     | 0     | 1     | 0     | 0     | 1     | 0        | .250  | .333     | .250     |

### 年度別守備成績
| 年 度 | 球 団 | 一塁  | 一塁  | 一塁  | 一塁  | 一塁  | 一塁     | 二塁  | 二塁  | 二塁  | 二塁  | 二塁  | 二塁     | 三塁  | 三塁  | 三塁  | 三塁  | 三塁  | 三塁     | 遊撃  | 遊撃  | 遊撃  | 遊撃  | 遊撃  | 遊撃     |
| 年 度 | 球 団 | 試 合 | 刺 殺 | 補 殺 | 失 策 | 併 殺 | 守 備 率 | 試 合 | 刺 殺 | 補 殺 | 失 策 | 併 殺 | 守 備 率 | 試 合 | 刺 殺 | 補 殺 | 失 策 | 併 殺 | 守 備 率 | 試 合 | 刺 殺 | 補 殺 | 失 策 | 併 殺 | 守 備 率 |
| ----- | ----- | ----- | ----- | ----- | ----- | ----- | -------- | ----- | ----- | ----- | ----- | ----- | -------- | ----- | ----- | ----- | ----- | ----- | -------- | ----- | ----- | ----- | ----- | ----- | -------- |
| 2014  | 広島  | -     | -     | -     | -     | -     | -        | 2     | 1     | 1     | 0     | 0     | 1.000    | 39    | 11    | 73    | 1     | 10    | .988     | 60    | 82    | 141   | 7     | 30    | .970     |
| 2015  | 広島  | -     | -     | -     | -     | -     | -        | -     | -     | -     | -     | -     | -        | -     | -     | -     | -     | -     | -        | 141   | 212   | 476   | 22    | 79    | .969     |
| 2016  | 広島  | -     | -     | -     | -     | -     | -        | -     | -     | -     | -     | -     | -        | -     | -     | -     | -     | -     | -        | 143   | 224   | 467   | 18    | 97    | .975     |
| 2017  | 広島  | -     | -     | -     | -     | -     | -        | -     | -     | -     | -     | -     | -        | -     | -     | -     | -     | -     | -        | 143   | 207   | 467   | 16    | 91    | .977     |
| 2018  | 広島  | -     | -     | -     | -     | -     | -        | -     | -     | -     | -     | -     | -        | -     | -     | -     | -     | -     | -        | 143   | 194   | 449   | 7     | 87    | .989     |
| 2019  | 広島  | -     | -     | -     | -     | -     | -        | -     | -     | -     | -     | -     | -        | -     | -     | -     | -     | -     | -        | 96    | 116   | 241   | 9     | 52    | .975     |
| 2020  | 広島  | -     | -     | -     | -     | -     | -        | -     | -     | -     | -     | -     | -        | -     | -     | -     | -     | -     | -        | 112   | 165   | 287   | 12    | 62    | .974     |
| 2021  | 広島  | -     | -     | -     | -     | -     | -        | -     | -     | -     | -     | -     | -        | 21    | 2     | 8     | 1     | 0     | .909     | 42    | 40    | 81    | 4     | 14    | .968     |
| 2022  | 広島  | -     | -     | -     | -     | -     | -        | -     | -     | -     | -     | -     | -        | 33    | 13    | 12    | 1     | 1     | .962     | 2     | 0     | 1     | 0     | 0     | 1.000    |
| 2023  | 広島  | 17    | 35    | 4     | 0     | 4     | 1.000    | -     | -     | -     | -     | -     | -        | 54    | 16    | 62    | 4     | 5     | .951     | 26    | 27    | 57    | 3     | 7     | .966     |
| 2024  | 広島  | 33    | 108   | 9     | 1     | 8     | .992     | -     | -     | -     | -     | -     | -        | 14    | 9     | 21    | 1     | 2     | .968     | -     | -     | -     | -     | -     | -        |
| 通算  | 通算  | 50    | 143   | 13    | 1     | 12    | .994     | 2     | 1     | 1     | 0     | 0     | 1.000    | 161   | 51    | 176   | 8     | 18    | .966     | 908   | 1267  | 2667  | 98    | 519   | .976     |

- 2024年度シーズン終了時
- 各年度の太字はリーグ最高
- 太字年はゴールデングラブ賞受賞

### タイトル
- 盗塁王：1回（2017年）
- 最高出塁率：1回（2017年）

### 表彰
- ベストナイン：1回（遊撃手部門：2017年）
- ゴールデングラブ賞：1回（遊撃手部門：2018年）
- クライマックスシリーズ（セ・リーグ）MVP：1回（2016年）
- オールスターゲーム Be a driver.賞：1回（2015年）

### 記録
初記録
- 初出場：2014年3月29日、対中日ドラゴンズ2回戦（ナゴヤドーム）、9回表に永川勝浩の代打で出場
- 初打席：同上、武藤祐太から遊ゴロ
- 初先発出場：2014年3月30日、対中日ドラゴンズ3回戦（ナゴヤドーム）、「8番・三塁手」で先発出場
- 初安打：2014年4月1日、対東京ヤクルトスワローズ1回戦（MAZDA Zoom-Zoom スタジアム広島）、4回裏に秋吉亮から二塁内野安打
- 初打点：2014年4月21日、対横浜DeNAベイスターズ6回戦（横浜スタジアム）、8回表に長田秀一郎から中前適時打
- 初本塁打：2014年4月24日、対東京ヤクルトスワローズ5回戦（明治神宮野球場）、2回表に古野正人から右越3ラン
- 初盗塁：2014年5月17日、対読売ジャイアンツ8回戦（東京ドーム）、7回表に二盗（投手：菅野智之、捕手：阿部慎之助）

節目の記録
- 1000試合出場：2022年5月14日、対東京ヤクルトスワローズ5回戦（MAZDA Zoom-Zoom スタジアム広島）、「8番・三塁手」で先発出場 ※史上514人目[53]

その他の記録
- 635試合連続フルイニング出場：2015年4月1日 - 2019年6月19日 ※歴代6位[54]
- オールスターゲーム出場：3回（2015年、2017年、2018年）

### 背番号
- 63（2014年 - 2015年）
- 2（2016年 - ）

### 登場曲
- 「ハピネス」AI（2014年）
- 「逆転満塁ホ→ムラン☆♪。」ハジ→（2015年 - ）
- 「笑顔」いきものがかり（2017年 - ）

### 代表歴
- 2017 ワールド・ベースボール・クラシック日本代表

## 著書
- 『アグレッシブ』ベースボールマガジン社、2016年9月。ISBN 978-4583110912。

## 関連情報

### 出演
CM
広島ローカル
- フレスタ スマイルカード（2017年）[55]
- もみじ銀行（2019年）イメージキャラクターに西川龍馬と就任
- 味の素 ほんだし（2021年）